# Nora Stanton Barney
Nora Stanton Blatch Barney (Basingstoke, 30 de setembro de 1883 – Greenwich, 18 de janeiro de 1971) foi uma arquiteta, engenheira civil e sufragista britânica, mas cidadã norte-americana. Foi neta de Elizabeth Cady Stanton, figura líder do movimento pelos direitos das mulheres e uma das primeiras mulheres nos Estados Unidos a se formar em engenharia.

## Biografia
Nora nasceu em Basingstoke, em Hampshire, em 1883. Era filha de William Blatch e Harriot Eaton Stanton, filha da sufragista Elizabeth Cady Stanton. Ela estudou latim e matemática na escola Horace Mann, em Nova Iorque, retornando à Inglaterra em 1897 para passar o verão com a família.
A família se mudou em definitivo para os Estados Unidos em 1902 e Nora ingressou em engenharia civil na Cornell University, formando-se 1905. Ela foi a primeira mulher formada em engenharia pela Cornell. No mesmo ano, aceitou uma membresia na American Society of Civil Engineers (ASCE), sendo a primeira mulher na sociedade, e começou a trabalhar para a comissão novaiorquina de saneamento. Nora também trabalhou para a American Bridge Company entre 1905–06.
Seguindo os exemplos de sua avó e da mãe, Nora se tornou ativista do crescente movimento do sufrágio feminino. Em 1905, quando aceitou a membresia da American Society of Civil Engineers, sua participação era júnior apenas e lhe foi negada uma evolução na participação em 1916, apenas por Nora ser mulher. Na época, mulheres apenas participavam na categoria júnior. Em 1916, ela então processou a sociedade que se recusava a aceitá-la na integridade, ainda que atendesse a todos os requisitos. A batalha judicial porém foi perdida e a sociedade continuou a recusar a membresia completa para mulheres até 1926. Uma membresia póstuma, com todos os direitos que ela requisitou em 1916, lhe foi concedida em 2015.

## Vida pessoal

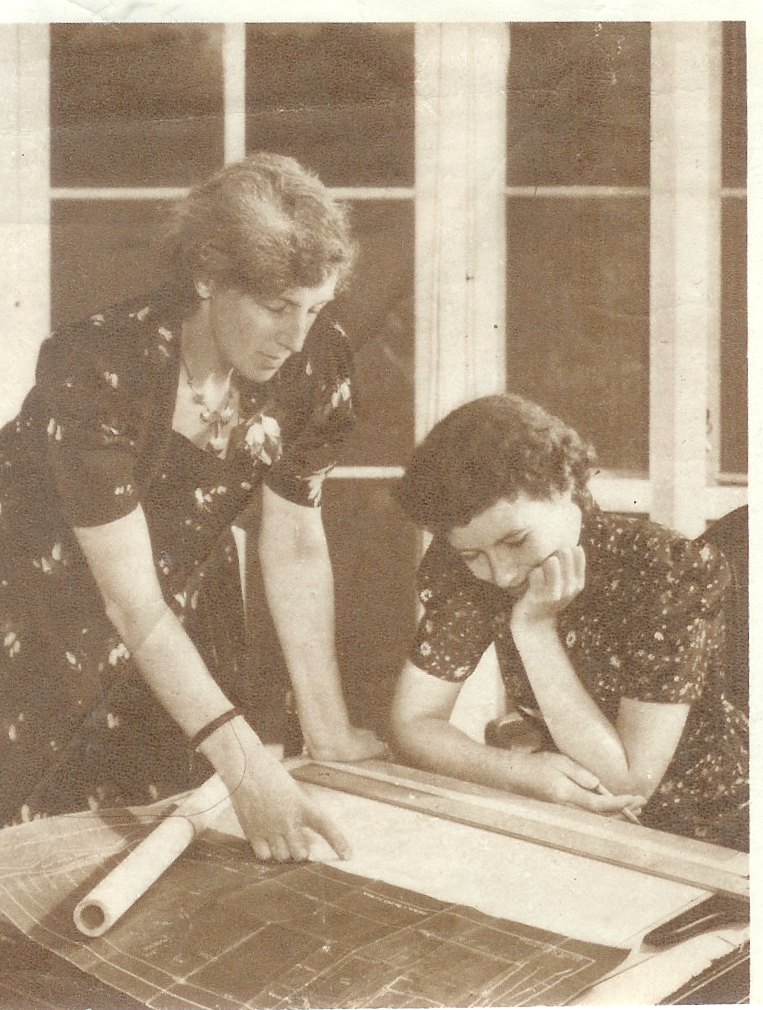
Nora e a filha Rhoda, em 1941

Em 1908, Nora se casou com o inventor Lee de Forest e foi a responsável pela administração de várias empresas que ele fundou para promover suas invenções e a nova tecnologia do rádio. O casal passou a lua de mel na Europa fazendo propaganda do equipamento de rádio desenvolvido por ele. Entretanto, o casal se separou um ano depois, em grande parte pela insistência de Forest para largar a profissão e se tornar uma dona de casa. Pouco tempo depois, ela deu à luz a sua filha Harriot, em 1909.
Nora começou a trabalhar como engenheira no mesmo ano na Radley Steel Construction Company, conseguindo o divórcio de Forest em 1911. Depois do divórcio, continuou com a carreira, trabalhando para a New York Public Service Commission.

## Últimos anos
Em 1919, Nora se casou com Morgan Barney, um arquiteto naval. A filha do casal, Rhoda Barney Jenkins, nasceu em 12 de julho de 1920, em Nova Iorque, também arquiteta e ativista feminista. Nora foi bastante ativa nos movimentos feminista e pacifista e em 1944 foi autora de World Peace Through a People's Parliament.

## Morte
Nora não deixou de trabalhar até sua morte, em 18 de janeiro de 1971, em Greenwich, Connecticut, aos 70 anos.